# Rivière au Mouton
Pour les articles homonymes, voir Mouton (homonymie).
La rivière au Mouton est un affluent du littoral Est de la baie James. La rivière au Mouton coule vers l'ouest dans la municipalité de Eeyou Istchee Baie-James, dans la région administrative du Nord-du-Québec, au Québec, au Canada.

## Géographie
Les bassins versants voisins de la rivière au Mouton sont :
- côté nord : la rivière Eastmain ;
- côté sud : la rivière Jolicœur, rivière Jolicœur Nord-Est.

La rivière au Mouton prend sa source au lac Skaskunikaw Awikwatich. La rivière du Mouton coule vers l'ouest jusqu'au littoral Est de la baie James. Dans son cours vers l'ouest, la rivière au Mouton recueille les eaux de la décharge du lac Minaskwayaw (venant du nord), du lac Wapinutach (venant du sud), du lac Kamisikamach (venant du sud) et du lac Achinuseskasich (venant du nord). Dans son cours, la rivière traverse plusieurs zones de marais.
L'embouchure de la rivière du Mouton est situé à ouest du village de Eastmain (village cri).

## Toponymie
Le toponyme rivière au Mouton a été officialisé le 5 décembre 1968 à la Banque des noms de lieux de la Commission de toponymie du Québec.